# Општина Маришелу (Бистрица-Насауд)
Маришелу (рум. Mărişelu) општина је у Румунији у округу Бистрица-Насауд.
Oпштина се налази на надморској висини од 355 m.